# Pampa Energía
Pampa Energía (по-русски произносится Па́мпа Энерхи́я) — аргентинская вертикально-интегрированная энергетическая компания. Полное наименование — Pampa Energía S.A. Офис компании расположен в Буэнос-Айресе. Крупнейшая электроэнергетическая компания страны, после покупки активов Petrobras в Аргентине стала одной крупнейших нефтегазодобывающих компаний в стране.

## История
Компания Pampa Energía была основана в 2005 году. Зарегистрирована на Буэнос-Айресской фондовой бирже, а с 9 октября 2009 года акции компании торгуются на Нью-Йоркской фондовой бирже.
В 2011 году компания выкупила долговые обязательства инвестиционной компании CIESA, владеющей 51 % акций газопровода Transportadora de Gas del Sur. В 2016 году Pampa Energía купила у бразильской Petrobras за 892 млн долларов США 67 % акций компании Petrobras Argentina (PESA), которая разрабатывает нефтегазовые месторождения в провинции Неукен и в Боливии. До 2002 года PESA под маркой PeCom Energía принадлежала аргентинскому миллиардеру Грегорио Перес Компанку.
Конкурентами Pampa Energía на внутреннем электроэнергетическом рынке являются чилийские дочки американской AES Corporation и испанской Endesa, а также государственная компания Cammesa.

## Деятельность
В электроэнергетическую сферу деятельности Pampa Energía входит генерация, передача и розничная продажа электроэнергии потребителям. Компании принадлежат 4 тепловых и 2 гидроэлектростанций, имеющих установленную мощность около 2 217 МВт, что составляет порядка 7,5 % от общей установленной мощности в Аргентине. Выработка электроэнергии составляет 8 % от общенационального уровня. Кроме генерирующих мощностей Pampa Energía, через дочерние Transener и Transba, владеет сетью линий передач высокого напряжения. Сегмент распределения представлен компанией Edenor, крупнейшего дистрибьютора электроэнергии в Аргентине, в которой Pampa Energía имеет долю акций.

### Электростанции
- ТЭС «Пьедрабуэна»
- ТЭС «Лома-де-ла-Лата»
- ТЭС «Пикиренда»
- ТЭС «Гуэмес»
- ГЭС «Лос-Ниуилес»
- ГЭС «Дьяманте»

После покупки Petrobras Argentina активы компании пополнились тепловой электростанцией «Хенельба», гидроэлектростанцией «Пичи Пекун Леуфу», несколькими нефтеперерабатывающими и нефтехимическими заводами в Баия-Бланка и Санта-Фе и сотней автозаправочных станций. По условиям сделки бренд Petrobras Argentina будет использоваться в течение 18 месяцев с момента продажи.